# يلينا ستانكوفيتش
يلينا ستانكوفيتش مواليد 28 مارس 1993 في بلغراد، صربيا والجبل الأسود، هي لاعبة كرة سلة صربية سابقة. بدأت مسيرتها الاحترافية في سنة 2009. اعتزلت اللعب في 2014. لعبت مع نادي فوجدوفاك لكرة السلة للسيدات ونادي بارتيزان لكرة السلة للسيدات في الدوري الصربي لكرة السلة للسيدات.

## روابط خارجية
- يلينا ستانكوفيتش على موقع كرة السلة الأوروبية.كوم (الإنجليزية)